# Batalla d'Elviña
La batalla d'Elviña, també coneguda com a batalla de la Corunya, va ser una batalla de la Guerra del Francès emmarcada dins de les Guerres Napoleòniques. Va tenir lloc a Elviña, a la Corunya, el 16 de gener de 1809 entre 14.000 soldats britànics sota el comandament de Sir John Moore, i 16.000 soldats francesos sota el comandament de Nicolas Jean de Dieu Soult.

## Antecedents

Campanyes franceses

Després de la desastrosa Convenció de Sintra, en la qual es va permetre la repatriació de les tropes franceses derrotades en la batalla de Vimeiro, els comandants de l'exèrcit britànic (inclòs Arthur Wellesley, futur Duc de Wellington) van ser cridats a la seva pàtria per enfrontar-se a una investigació. D'aquesta forma, les tropes expedicionàries britàniques a Espanya i Portugal van ser deixades al comandament de John Moore, un militar conegut per la seva experiència en les tàctiques de la infanteria lleugera.
Napoleó en persona dirigeix un exèrcit a Espanya, i els francesos van entrar a Madrid el 4 de desembre, Napoleó va seguir perseguint John Moore fins Astorga l'1 de gener i va ordenar a Soult que continués la persecució de Moore, que es va veure obligat a evacuar la península al port de la Corunya i evacuar la península, no sense abans atacar Soult, enviant la cavalleria de Henry William Paget de reconeixement per davant de la infanteria, derrotant-lo a la batalla de Sahagún. La retirada realitzada durant un sever hivern, va ser un complet desastre. Les marxes esgotadores, el temps gèlid i les freqüents escaramusses amb l'avantguarda de les tropes franceses van provocar una caiguda en l'alcoholisme de nombroses tropes, i el seu consegüent abandó davant l'avanç francès.
La falta de comunicació entre els aliats va contribuir al desastre global. El rol de l'exèrcit britànic sota les ordres de Moore era donar suport als exèrcits espanyols en la seva lluita amb Napoleó, però quan Moore va arribar a Salamanca, no era conscient que Napoleó ja havia derrotat els espanyols. Després d'aquests fets, molts esforços van ser duts a terme per centralitzar el comandament i la comunicació, la majoria de les vegades sota el comandament de comandants britànics, com Wellesley i Beresford.
La rereguarda de Moore va guanyar temps defensant Vigo, i va arribar a La Coruña l'onze de gener, on la flota de Samuel Hood encara no havia arribat des de Vigo, on havien embarcat les brigades lleugeres.

## Batalla
La trobada entre els dos exèrcits es va produir en el pla d'Elviña, als afores de la ciutat de La Corunya, on es trobaven fondejats els vaixells de la Reial Armada Britànica que havien arribat de Vigo disposats per a l'evacuació. Lluny d'actuar com un exèrcit derrotat i delmat, les tropes britàniques es van proposar protegir l'evacuació rebutjant els atacs francesos, normalment mitjançant la pròpia infanteria lleugera creada per John Moore.
Agafant el millor que quedava de les seves tropes (entre ells els regiments 51st Highlanders i 95è de fusellers), Moore es va enfrontar als francesos i va aconseguir evitar la destrucció total, donant a les seves exhaustes tropes el temps necessari per embarcar en els deu transports ancorats en el port. El mateix Moore va ser ferit en el pit per un projectil de canó durant la batalla, morint poc després a la ciutat de La Corunya, però amb la satisfacció de veure com el seu exèrcit se salvava de la destrucció.
El foc de cobertura dels vaixells de guerra va mantenir a Soult a distància permetent l'embarcament de 2.872 soldats de cavalleria, 2.686 artillers, conductors i conductors, i 19.599 soldats d'infanteria i retornar sans i estalvis al Regne Unit. Els successius atacs francesos van ser rebutjats i l'exèrcit britànic es va retirar amb aproximadament 900 baixes (entre morts i ferits) incloent al mateix Sir John Moore. Les baixes franceses van ascendir a 2.000 homes aproximadament. El Mariscal Soult va poder prendre la ciutat poc després que l'abandonessin les tropes britàniques i, en trobar el cos del comandant britànic, va decidir enterrar-ho amb els honors que mereixia.
L'exèrcit britànic, malgrat la seva retirada de la península Ibèrica, havia combatut reeixidament contra un enemic major i millor aprovisionat. Malgrat la pèrdua de Sir John Moore, un comandant molt popular, la tropa tenia la sensació d'haver aconseguit un triomf moral (similar al que va significar Dunkerque en la Segona Guerra Mundial), la qual cosa va ajudar a mantenir la reputació dels soldats britànics en les subsegüents conteses dins de les guerres napoleòniques.

## Resultat
La campanya i la batalla d'Elviña van presagiar molts dels problemes que trobaria l'exèrcit britànic en la guerra peninsular. Primer i sobretot, va mostrar la necessitat d'un mètode fiable de subministrament. Els sofriments de l'exèrcit britànic en la retirada van ser terribles, però el pitjor de tot és que van forçar a molts soldats al saqueig i la rampinya de la campinya espanyola. Això, per descomptat, no va contribuir a millorar les relacions dels britànics amb els seus aliats espanyols. Subseqüentment, el futur comandant Arthur Wellesley va planejar un sistema logístic en conjunció amb els espanyols, els portuguesos i les unitats britàniques. Aquest sistema va ser molt eficient i va assegurar que els britànics paguessin als subministradors i comerciants locals. També es van posar de manifest les dificultats d'emprendre una campanya a l'hivern, la qual cosa va contribuir en gran manera a les privacions sofertes per l'exèrcit.

## Conseqüències
El rearmament austríac que acabaria amb la guerra de la Cinquena Coalició provocà que Napoleó marxés de Valladolid el 17 de gener, arribant a París el 23 de gener i va ordenar al mariscal Soult que envaís Portugal des del nord però l'hivern va fer impracticable el Miño, travessant la forntera al mar´
 i prenent Porto. Els britànics van tornar a Portugal l'abril amb tropes de refresc, nous aprovisionaments i un nou comandant, Sir Arthur Wellesley, futur Duc de Wellington i que, anys més tard, derrotaria definitivament a Napoleó en la batalla de Waterloo.

## Records en l'actualitat

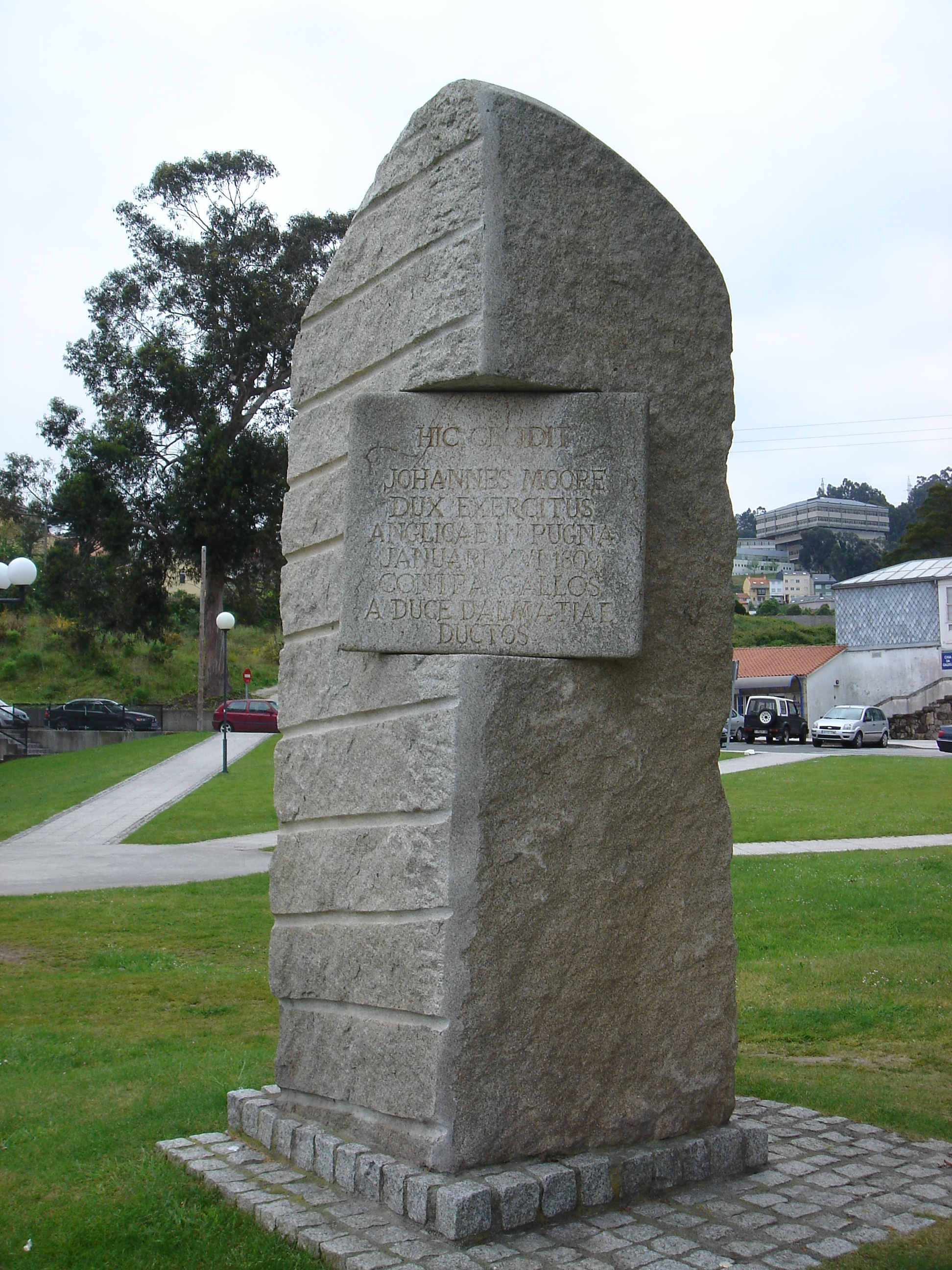
Monolit dedicat a Moore a l'antic camp de batalla.

Alguns records d'aquesta batalla estan presents encara a la ciutat de La Corunya. Encara que el camp de batalla ha estat parcialment esborrat, principalment per l'Avinguda d'Alfonso Molina que constitueix la principal entrada a la ciutat, encara queda alguna cosa per veure d'aquest. Així, el poble d'Elviña és fàcil de trobar sortint de La Corunya a mà dreta. Al costat del poble, la majoria de l'antic camp de batalla ha estat ocupat avui dia per la Universitat de la Corunya, on s'aixeca un monòlit commemoratiu en el qual es pot llegir en llatí la frase que Soult va gravar en la tomba original de Moore: "Aquí va caure John Moore, general en cap de l'exèrcit anglès, en la batalla del 16 de gener de 1809 contra els francesos dirigits pel Duc de Dalmàcia."

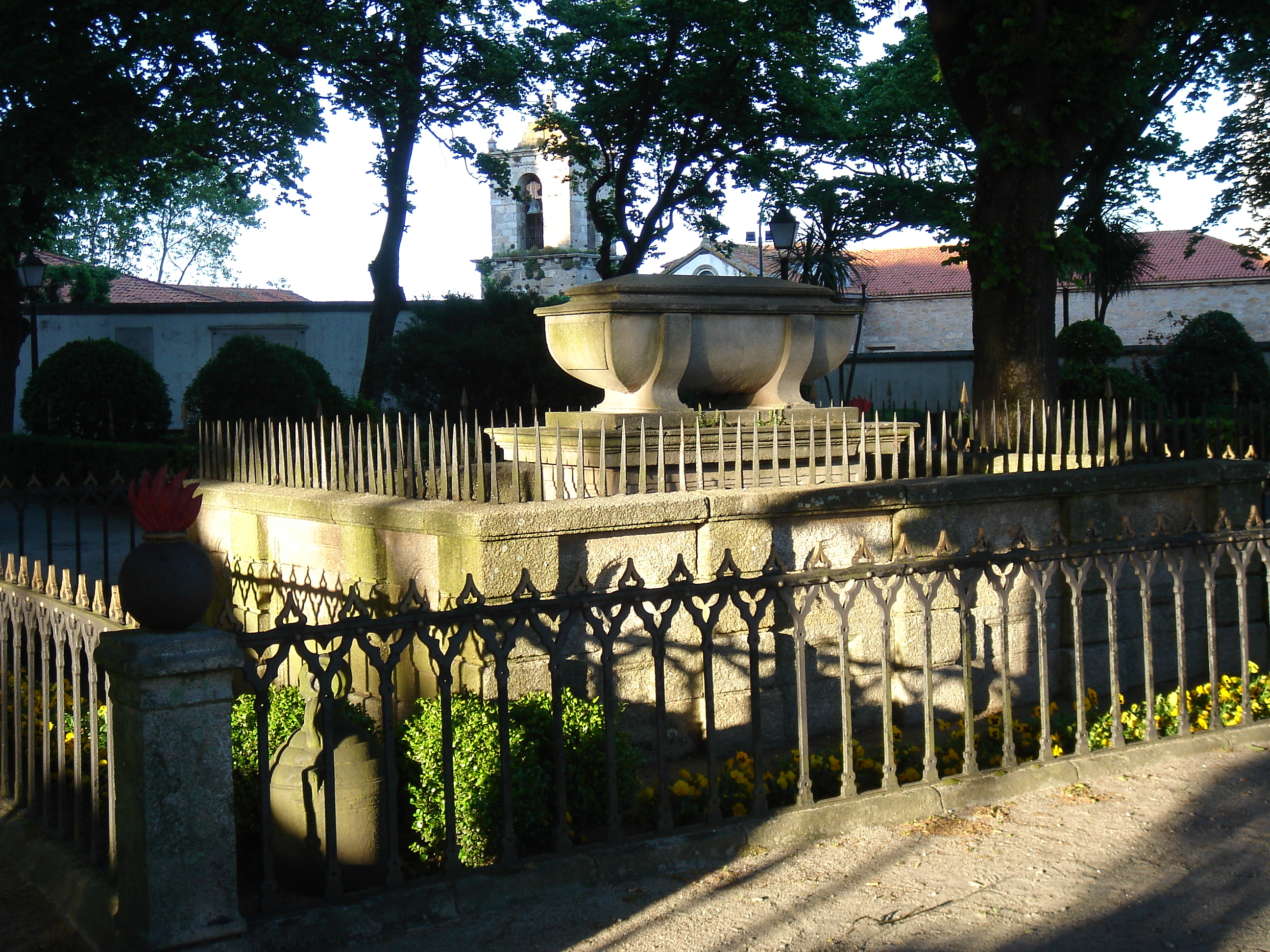
Tomba de Moore als Jardins de San Carlos a La Corunya.

Més amunt del poble d'Elviña, pujant cap a la muntanya d'A Zapateira existeix un mirador que ens dona la perspectiva francesa del camp de batalla. En aquest mirador s'ha col·locat un mapa descriptiu de la batalla fet de rajoles. També es guarden unes plaques commemoratives, una de les quals va ser descoberta pel Príncep de Gal·les el 1931. Les altres han estat pagades per diferents associacions històriques de la Corunya i per l'ambaixador del Regne Unit el 1997.
La tomba de Moore pot veure's a la Ciutat Vella de la Corunya, més concretament en els jardins de San Carlos, en els quals s'aixequen diverses plaques commemoratives. Una d'elles recull les paraules d'Arthur Wellesley, futur Duc de Wellington, elogiant el valor dels gallecs en la contesa. També existeixen plaques recollint els poemes que van dedicar Charles Wolfe i Rosalía de Castro al general Moore.
Finalment, cada certs anys es fa una recreació històrica de la batalla organitzada per l'ajuntament de la Corunya i l'associació cultural Royal Green Jackets.